# Ripsaw Falls
Ripsaw Falls is een boomstamattractie in Attractiepark Slagharen.

## Over de attractie
De wildwaterbaan bevindt zich in het begin van het park, naast de ingang. In het jaar 1992 is deze baan gebouwd door Reverchon. De attractie heeft twee hellingen, bij één daarvan wordt gefotografeerd. Een ritje duurt twee minuten en vijf seconden en er is plaats voor vier personen in de boot.

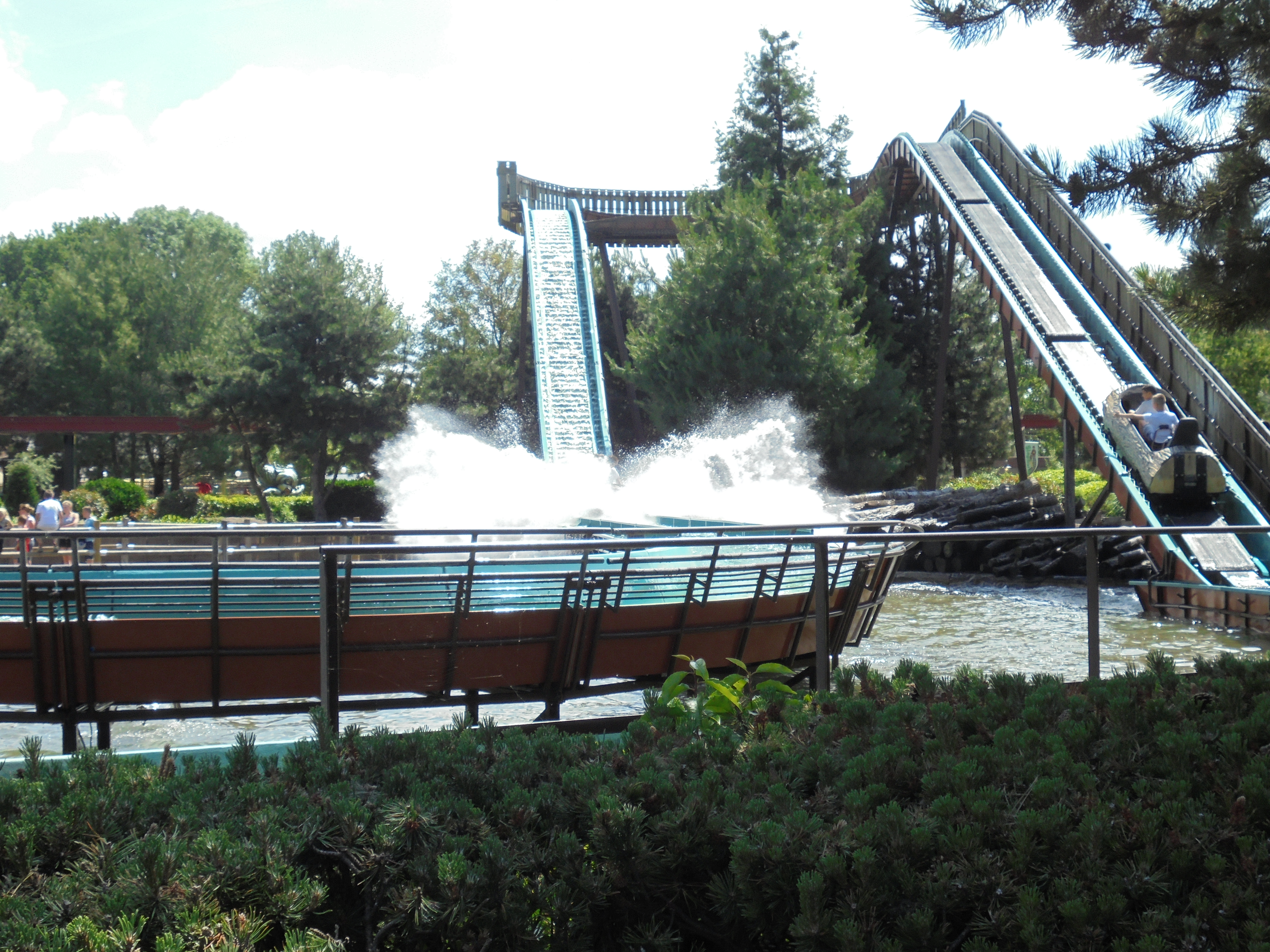
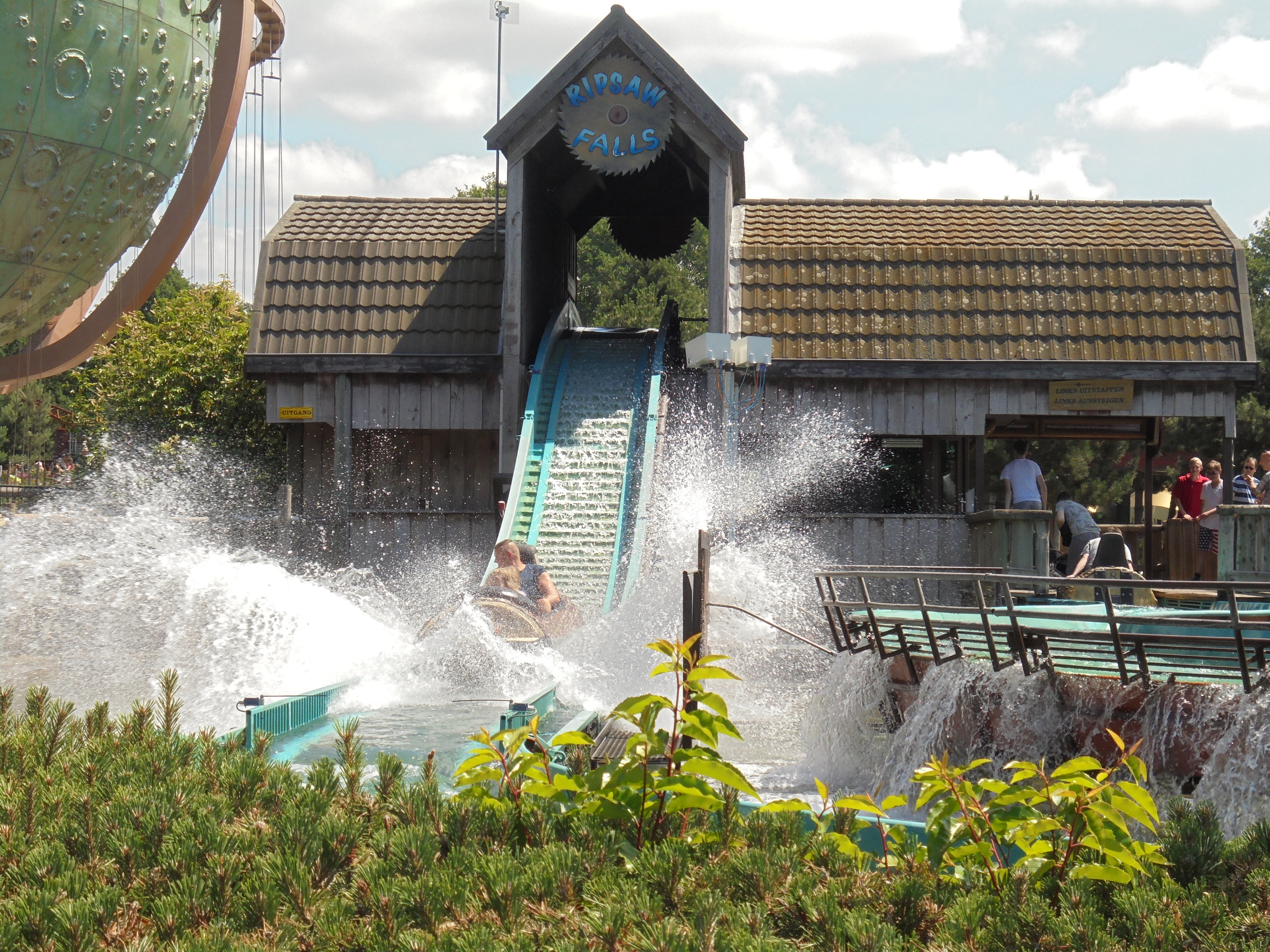
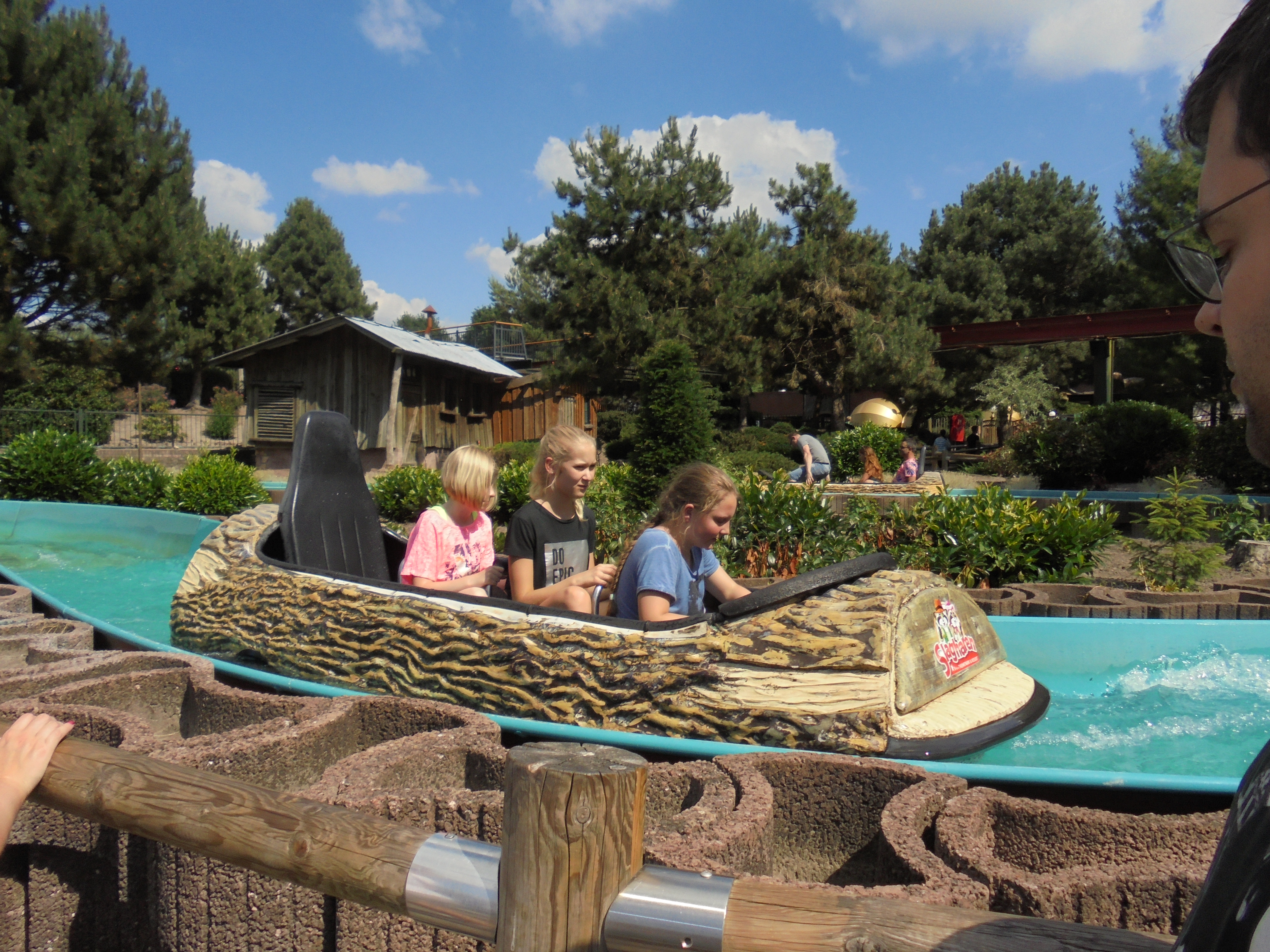

Afbeeldingen · Main Street